# Rosebud
«Rosebud» (с англ. — «Бутон розы») — четвёртый эпизод пятого сезона «Симпсонов». Премьерный показ состоялся 21 октября 1993 года.

## Сюжет
Давным-давно, когда Бернс был ребёнком, его любимой игрушкой был плюшевый медвежонок по имени Бобо. Прошло почти столетие, и Бернс начинает скучать по Бобо. Бернс увидел на скрытой видеокамере, как над Гомером смеялись работники спрингфилдской АЭС, и решил, что Гомер будет развлекать публику на дне рождения Бернса. Когда Гомер выступил со своими шутками, в частности, показал свой зад с нарисованным портретом Бернса, тот пришёл в ярость. Охрана отдубасила всех дубинками по голове, и у Гомера появилась шишка. Барт пошёл за льдом для отца, а во льду оказался медвежонок Бобо.
Бернс даёт объявление о розыске Бобо. Гомер просит за медвежонка миллион долларов и три острова на Гавайях, Бернс соглашается, но Мэгги не хочет отдавать медвежонка, и Гомер отказывает Бернсу. Тогда Бернс пытается украсть медведя, но у него не получается, и он решает лишить Гомера телевизора — снимается во всех программах и отправляет все грузовики с пивом, направляющиеся в город, в другое место. Жителям Спрингфилда это не нравится, и они требуют отдать медведя Бернсу. Они приходят домой к Симпсонам, но увидев, как расстроилась Мэгги, оставляют медведя ей.
В конце концов Бернс приходит к Мэгги в песочницу и в последний раз пытается отобрать медведя сам, но у него не хватает сил. Тогда он говорит Мэгги, чтобы она никогда не повторяла его ошибки и не бросала этого мишку. Мэгги жалеет его и отдаёт медведя.
Серия заканчивается годом 1 000 000 н. э. Группа обезьян раскапывает Бобо из кучи камней, на заднем плане — колесница с обезьяной-наездником, погоняющей четвёрку Гомеров, и наконец киборг-Бернс, нашедший вновь своего медвежонка, вместе с роботом-собакой Смитерсом счастливо уходят в закат на безжизненной планете.